# Maryorie Hernández
Maryorie Belén Hernández Collao (Chile; 20 de marzo de 1990) es una futbolista chilena. Juega de delantera y su equipo actual es Magallanes.

## Carrera futbolística
Hernández se vio interesada por el fútbol desde los 10 años. Ella jugaba en una cancha de tierra ubicada en La Cisterna y pese a que jugaba con hombres y además la cantidad de prejuicios en contra de su pasión por el fútbol decidió seguir adelante. Participó para la COPA UNIVERSIA DAMAS en el 2010 por la UNAB, en el 2014 Hernández jugó por Chile contra Argentina en la final de ODESUR , en la que fueron derrotadas por Argentina. 
Fue nominada para ser parte del plantel de la selección de Chile sub-20 y jugó en la Copa Mundial Femenina de Fútbol Sub-20 de 2008.
Con la selección de Chile, jugó la Copa América Femenina 2018 en Chile, donde obtuvo el segundo lugar. Anotó un gol en el encuentro final de la última fase en la goleada por 4-0 sobre Argentina.
Tras una pausa en su carrera en 2021, regresó a las canchas en 2024 firmando en Magallanes.

### Partidos internacionales
| Selección chilena | Selección chilena | Selección chilena |
| Año               | Partidos          | Goles             |
| ----------------- | ----------------- | ----------------- |
| 2014              | 1                 | 0                 |
| 2017              | 1                 | 1                 |
| 2018              | 8                 | 1                 |
| 2019              | 1                 | 0                 |
| Total             | 11                | 2                 |

## Clubes
ref.
| Club              | País   | Año           |
| ----------------- | ------ | ------------- |
| Palestino         | Chile  | 2013 - 2018   |
| AE 3B da Amazônia | Brasil | 2019          |
| Palestino         | Chile  | 2019 - 2020   |
| Colo-Colo         | Chile  | 2021          |
| Magallanes        | Chile  | 2024-presente |

## Vida personal
En 2023 contrajo el acuerdo de unión civil con la también futbolista María José Urrutia.